# Опера
Вижте пояснителната страница за други значения на Опера.
Операта е вид изкуство, при което певци и инструменталисти представят драматично произведение, съчетавайки текст (наричан либрето) и музика. Операта е част от традицията на западната класическа музика. Тя включва много елементи на драматичния театър, като актьорска игра, декори и костюми, а понякога и танци. Представленията обикновено се провеждат в предназначени специално за тази цел оперни театри в акомпанимента на оркестър или по-малък музикален ансамбъл.
Операта възниква в Италия в самия край на XVI век и скоро се разпространява в останалата част от Западна Европа. През XVII век Хайнрих Шюц в Германия, Жан-Батист Люли във Франция и Хенри Пърсел в Англия играят важна роля в установяването на местните национални традиции в операта. През XVIII век италианската опера продължава да доминира в цяла Европа, с изключение на Франция, привличайки много чужди композитори. Опера серия е най-престижната форма на италианската опера до средата на века, когато Кристоф Глук оглавява движението за нейното реформиране. Днес най-авторитетната фигура в операта от края на XVIII век е Волфганг Амадеус Моцарт, който започва кариерата си с опера серия, но е най-известен със своите италиански комични опери – опера-буфа.
Началото на XIX век е свързано с възхода на стила белканто с работите на популярни и днес композитори като Джоакино Росини, Гаетано Доницети и Винченцо Белини. По това време се появява и голямата опера с характерните опери на Джакомо Майербер. Средата и втората половина на XIX век е златният век на операта, доминиран от Рихард Вагнер в Германия и Джузепе Верди в Италия. През този период възникват и самостоятелни оперни традиции в Централна и Източна Европа, най-вече в Русия и Чехия. Операта запазва популярността си и през периода на веризма в Италия и съвременната френска опера до Джакомо Пучини и Рихард Щраус в началото на XX век.
Развитието на операта през XX век е свързано с множество експерименти с модерни стилове, като атоналност и сериализъм, неокласицизъм и минимализъм. С появата на звукозаписната техника оперната музика става достъпна до по-широка публика от посетителите на оперните театри. По-късно операта започва да се изпълнява по радиото и телевизията и дори да се пише специално за тези медии.

## История

### Възникване
Макар различни форми на музикален театър да съществуват още в Античността, първата опера в съвременния смисъл на това понятие е „Дафне“ на композитора Джакопо Пери. Тя е написана около 1597 година, вдъхновена до голяма степен от интелектуалния кръг Камерата де' Барди във Флоренция. „Дафне“ е опит за възраждане на класическата древногръцка драма, част от процеса на възстановяване на античното изкуство през Ренесанса. Според членовете на Камерата, хоровите части в древногръцките драми, а може би и всички роли, в действителност първоначално са се пяли. Така операта е разглеждана от тях като възстановяване на една изгубена антична традиция.
Операта „Дафне“ е изгубена и най-старото запазено оперно произведение е „Евридика“ от 1600 година, също работа на Джакопо Пери. Най-ранната опера, която се поставя редовно и в наши дни, е „Орфей“ на Клаудио Монтеверди, композирана през 1607 година за херцозите на Мантуа. Техният двор играе важна роля за формирането на ранната опера, като освен придворните певци от групата Кончерто деле доне там работят и едни от първите специализирани оперни певци, като Мадама Еуропа.

### Италианска опера

#### Епохата на барока
Още в началото на XVII век операта излиза извън рамките на владетелските дворове. През 1637 година във Венеция е предложена идеята за редовен фестивал с публично достъпни опери, който да се издържа от продажбата на билети. Малко по-късно там се премества Клаудио Монтеверди, който композира за венецианския театър своите последни опери, „Завръщането на Одисей“ и „Коронацията на Попея“. Неговият най-значим последовател, Франческо Кавали, помага за разпространението на операта в Италия. В тези ранни барокови опери комедията е смесена с трагични елементи, което дразни част от по-образованата публика. Това предизвиква първото от поредицата движения за реформиране на операта, оглавявяно от венецианската Аркадийска академия и поета Метастазио, чиито либрета оформят жанра опера серия, превърнал се във водещ за италианската опера до края на XVIII век. След утвърждаването на Метастазиевия модел, комедийните елементи в бароковата опера остават обособени в самостоятелен жанр – опера буфа.
Преди разделянето на двата жанра много либрета включват самостоятелно развиващ се комедиен сюжет като един вид опера в операта. Сред причините за това е желанието да се привлекат към публиката новозабогатели представители на търговското съсловие, които имат по-прости вкусове от аристокрацията. Тези самостоятелни сюжети скоро се възраждат в независимо развиващата се традиция на т.нар. интермеци, донякъде повлияна от комедия дел'арте и появила се в Неапол в началото на XVIII век. Подобно на интермедиите в драматичните пиеси, първоначално те се изпълняват по време на прекъсванията в представленията на опера серия, но не след дълго получават такава популярност, че започват да се показват и в самостоятелни представления.
Опера серия има приповдигнат тон и силно стилизирана форма, състояща се от речитативи (секо), прекъсвани от дълги арии (да капо). Това дава големи възможности за виртуозно пеене и през златния век на опера серия оперните певци се превръщат в истински звезди. Ролята на главния герой обикновено се пише за глас кастрато. Кастрати, като Фаринели и Сенезино, както и сопрани, като Фаустина Бордони, стават много търсени в цяла Европа, докато опера серия доминира на сцените на континента, с изключение на френската. Всъщност Фаринели е най-известният певец на XVIII век.
Италианската опера залага стандарта на бароковата епоха. Италианските либрета са норма, дори за германски композитор, като Георг Фридрих Хендел, пишещ за английската публика в Лондон. Те остават преобладаващи и през класическия период, например в оперите на Волфганг Амадеус Моцарт, който работи във Виена в края на XVIII век. Сред водещите родени в Италия автори на опера серия са Алесандро Скарлати, Антонио Вивалди и Никола Порпора.

#### Реформите на Глук и Моцарт
Опера серия има своите слабости и критици. Тенденцията към разкрасяване, за да се демонстрират техническите умения на певците, и използването на зрелищни елементи за сметка на драматичната изчистеност и единство я превръщат в прицел на нападки. Със своето „Есе за операта“ (1754) Франческо Алгароти вдъхновява композитора Кристоф Глук за неговите опити за реформиране на жанра. Алгароти смята, че опера серия трябва да се върне към корените си и че всички останали елементи – инструментална и вокална музика, балет и сценография – трябва да бъдат подчинени на драматургията. Няколко композитори от този период, като Николо Йомели и Томазо Траета, се опитват да осъществят тази концепция на практика, но първият, който прави това успешно, е Кристоф Глук. Той се стреми към достигането на „красива простота“. Така в неговата първа реформистка опера, „Орфей и Евридика“, невиртуозните вокални мелодии са съпътствани от прости хармонии и по-богата оркестрация.
Реформите на Глук оказват силно влияние върху по-нататъшната история на операта. Волфганг Амадеус Моцарт, в много отношения наследник на Глук, съчетава изключителния си усет за драма, хармония, мелодия и контрапункт, за да създаде поредица комедии, най-вече „Така правят всички“, „Сватбата на Фигаро“ и „Дон Жуан“, които до наши дни остават сред най-популярните и известни опери. Приносът на Моцарт към опера серия е по-противоречив. По това време жанрът вече отмира и въпреки някои успешни пиеси, като „Идоменей“ и „Милосърдието на Тит“, той не успява да го върне към живот.

## Елементи на операта
Обичайната ѝ конструкция включва увертюра, арии, вокални ансамбли и речитатив.
Основните гласове в операта са:
- Женски: сопран, мецосопран, алт
- Мъжки: тенор, баритон, бас, бас-баритон